# 懶夫睡漢
《懶夫睡漢》（日语：悪い奴ほどよく眠る，又稱《惡漢甜夢》或《惡人睡得香》），乃是日本知名導演黑澤明在1960年（昭和35年）執導的電影。

## 劇情提要
板倉的親父古谷5年前在賄賂事件中當替罪羔羊而自殺，為了報仇他和好友西幸一交換了戶籍，設法成為仇家岩淵（日本未利用土地開發公團副總裁，也是賄賂事件主使者）的秘書，並娶了後者的殘疾女兒佳子（香川京子飾）為妻。變更身分的西幸一（三船敏郎飾）搭上另一樁賄賂案的犧牲者和田（藤原釜足飾），並設計逼瘋了賄賂案的底層人物白井（西村晃飾）。後來西幸一的復仇者身分曝光，岩淵通過女兒得知西幸一的下落，製造車禍逼死了他，賄賂事件的首腦岩淵仍逍遙法外。

## 演員
- 西幸一：三船敏郎
- 板倉：加藤武（日语：加藤武）
- 岩淵（日本未利用土地開發公團副總裁）：森雅之（日语：森雅之 (俳優)）
- 岩淵辰夫：三橋達也（日语：三橋達也）
- 岩淵佳子：香川京子
- 有村（公團總裁）：三津田健（日语：三津田健）
- 有村之妻：一之宮敦子（日语：一の宮あつ子）
- 守山（公團管理部長）：志村喬
- 守山之妻：田代信子（日语：たしろ之芙子）
- 白井（公團契約課長）：西村晃
- 和田（公團契約課課長補佐）：藤原釜足
- 和田之妻：菅井欣（日语：菅井きん）
- 和田之女：樋口年子（日语：樋口年子）
- 波多野（大龍建設社長）：松本染升（日语：松本染升）
- 三浦（大龍建設經理）：清水元
- 大龍建設顧問律師：中村伸郎（日语：中村伸郎）
- 野中（檢察官）：笠智衆
- 岡倉（檢察官）：宮口精二（日语：宮口精二）
- 堀内（地檢署檢察官）：南原宏治（日语：南原宏治）
- 檢察官：櫻井巨郎
- 刑警：藤田進
- 新聞記者A：三井弘次（日语：三井弘次）
- 新聞記者B：田島義文（日语：田島義文）
- 新聞記者C：近藤準
- 新聞記者D：橫森久
- 新聞記者E：小玉清（即兒玉清）
- 事務官：土屋嘉男
- 金子：山茶花究
- 古谷之妻：賀原夏子（日语：賀原夏子）
- 公團管理部：清水良二
- 建設會社員：生方壯兒
- 建設會社員：土屋詩朗
- 岩淵家女傭：小澤經子
- 岩淵家女傭：峰丘廣美
- 結婚會場接待員：佐田豐
- 計程車司機：澤村伊紀雄
- 保險櫃管理員：上野明美
- 兇手：田中邦衛

## 拍攝製作人員
- 製片：田中友幸、黑澤明
- 導演：黑澤明
- 脚本：小國英雄、久板榮二郎、黑澤明、菊島隆三、橋本忍
- 攝影：逢澤讓
- 美術：村木與四郎
- 錄音：矢野口文雄、下永尚
- 燈光：豬木一郎
- 音樂：佐藤勝
- 導演助理：森谷司郎
- 特殊技術：東寶技術部
- 底片沖洗：Kinuta Laboratory（（日語）キヌタ･ラボラトリー，今更名為光映新社（日语：光映新社））
- 製作擔當者：根津博

## 內部連結
- 黑澤明

## 外部連結
- （英文）IMDb: Warui yatsu hodo yoku nemuru (1960) （页面存档备份，存于）
- 黑澤明導演作品全精讀：《惡漢甜夢》 （页面存档备份，存于）